# Busang
Busang (indonez. Kecamatan Busang) – kecamatan w kabupatenie Kutai Timur w prowincji Borneo Wschodnie w Indonezji.
Kecamatan ten graniczy od północnego zachodu z prowincją Borneo Północne, od północnego wschodu z kacematanem Muara Wahau, od wschodu z kacematanem Telen, od południa z kacematanami Long Mesangat i Muara Ancalong, a od zachodu z kabupatenem Kutai Kartanegara.
W 2010 roku kecamatan ten zamieszkiwało 4326 osób, z których 100% stanowiła ludność wiejska. Mężczyzn było 2 311, a kobiet 2 015. 2635 osób wyznawało chrześcijaństwo, 1364 islam, a 327 katolicyzm.
Znajdują się tutaj miejscowości: Long Bentuk, Long Lees, Long Nyelong, Long Pejeng, Mekar Baru, Rantau Sentosa.